# Dicymbe paruensis
Dicymbe paruensis är en ärtväxtart som beskrevs av John Macqueen Cowan. Dicymbe paruensis ingår i släktet Dicymbe och familjen ärtväxter. Inga underarter finns listade i Catalogue of Life.